# George W. Norris
George William Norris (York Township, 11 juli 1861 – McCook, 2 september 1944) was een Amerikaans progressief politicus uit Nebraska aanvankelijk voor de Republikeinse Partij en later als onafhankelijk politicus. Norris zetelde van 1903 tot 1913 in het Huis van Afgevaardigen en van 1913 tot 1943 in de Senaat, waarmee hij tot de langstzittende Amerikaanse congresleden behoort.
Norris was een voorvechter van progressieve en liberale doelen in het Amerikaans Congres. Hij steunde de New Deal van president Franklin Delano Roosevelt en speelde een rol bij de oprichting van de Tennessee Valley Authority (TVA) in 1933, die tijdens de Grote Depressie grootschalige regionale infrastructuurwerken uitvoerde. Daarnaast zette hij zich in voor maatregelen tegen corruptie, betere werkomstandigheden en sterkere vakbonden. Op het gebied van buitenlands beleid was hij een isolationist die zich verzette tegen Amerikaanse interventies in het buitenland, waaronder de deelname aan de Eerste Wereldoorlog. Norris kwam vaak in conflict met leiders van de Republikeinse Partij en stelde zich in 1936 als onafhankelijke kandidaat verkiesbaar. In 1942 verloor hij zijn herverkiezing.
Norris wordt genoemd als een van de belangrijkste en beste senatoren in de Amerikaanse geschiedenis. Franklin D. Roosevelt noemde hem "de meest perfecte, zachtaardige ridder van Amerikaanse progressieve idealen". John F. Kennedy nam Norris' biografie op in zijn boek Profiles in Courage uit 1957.